# Ulysse Nardin
Ulysse Nardin est une entreprise de fabrication de montres, créée en 1846 au Locle en Suisse.

## Histoire
Son créateur, Ulysse Nardin (1823-1876)  est considéré en son temps comme l'un des meilleurs spécialistes des montres de précision. Il obtient le prix « The Prize Medal » lors de l'Exposition internationale de Londres en 1862.
En juillet 2014, Kering annonce l'acquisition d'Ulysse Nardin pour 700 millions d'euros,.
Dans les années 2010, l'entreprise réalise des montres érotiques.
Ulysse Nardin est chronométreur officiel du Vendée Globe depuis l'édition 2020-2021

## Galerie

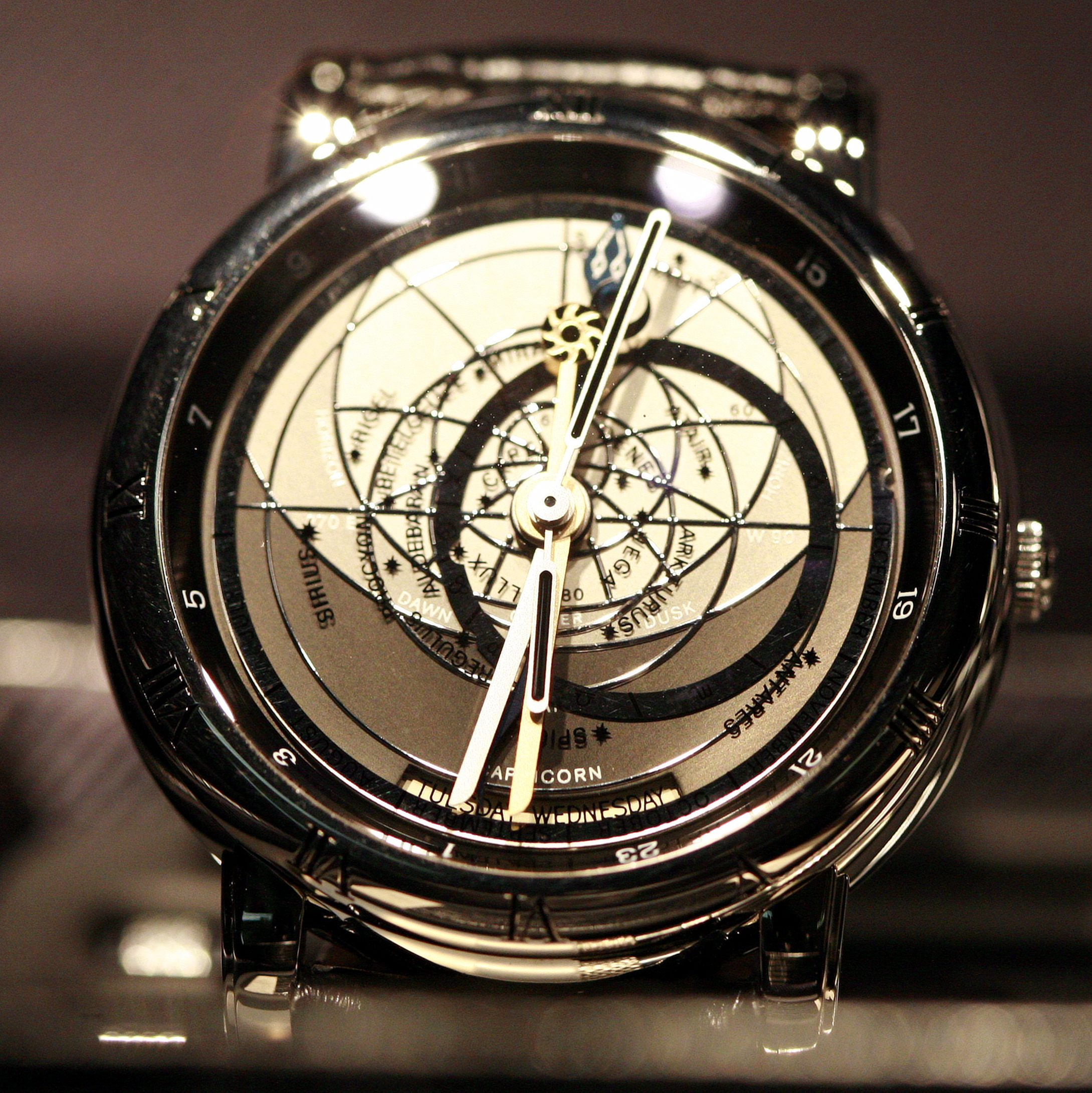
Astrolabium Galileo Galilei
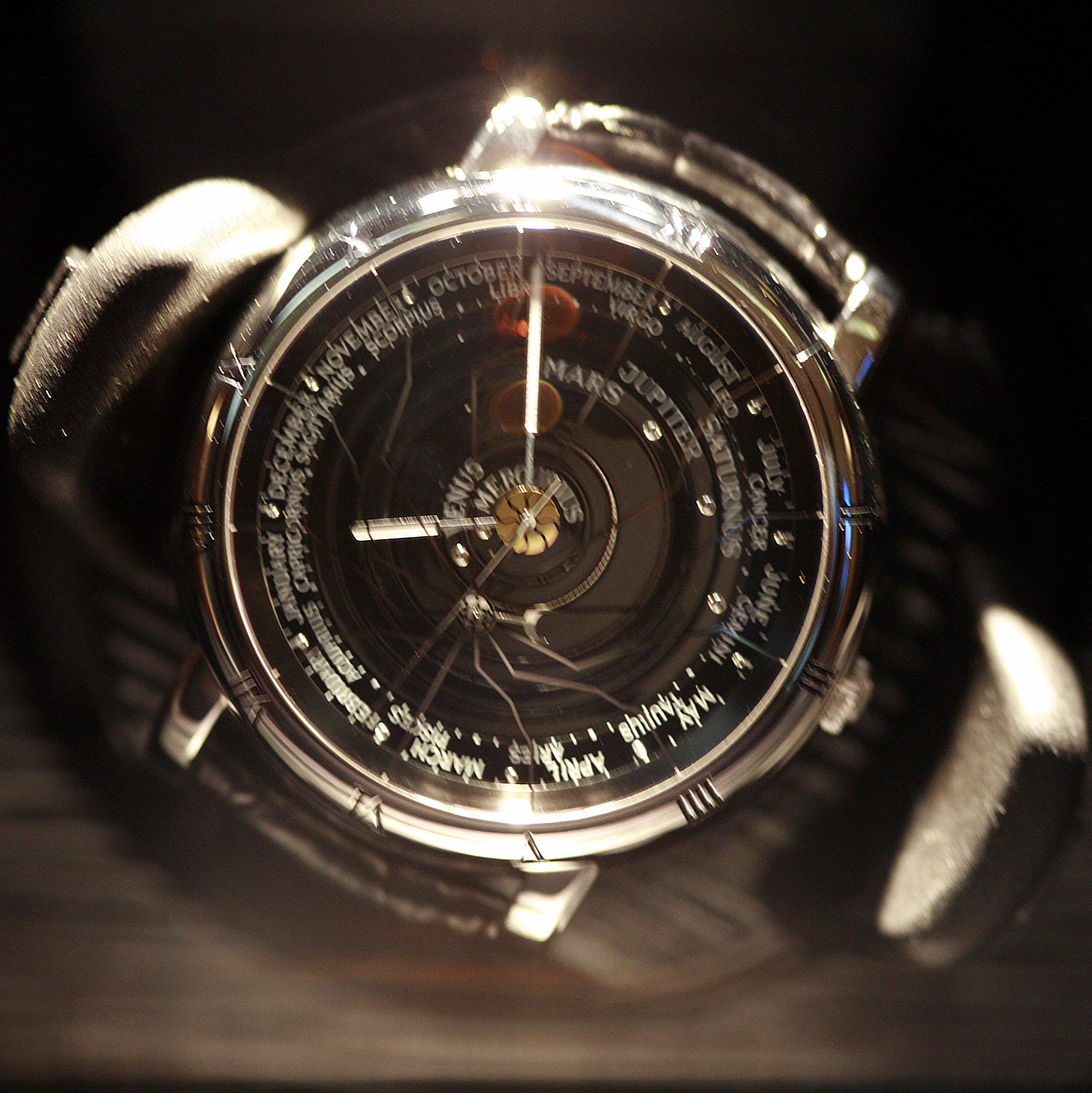
Planetarium Copernicus
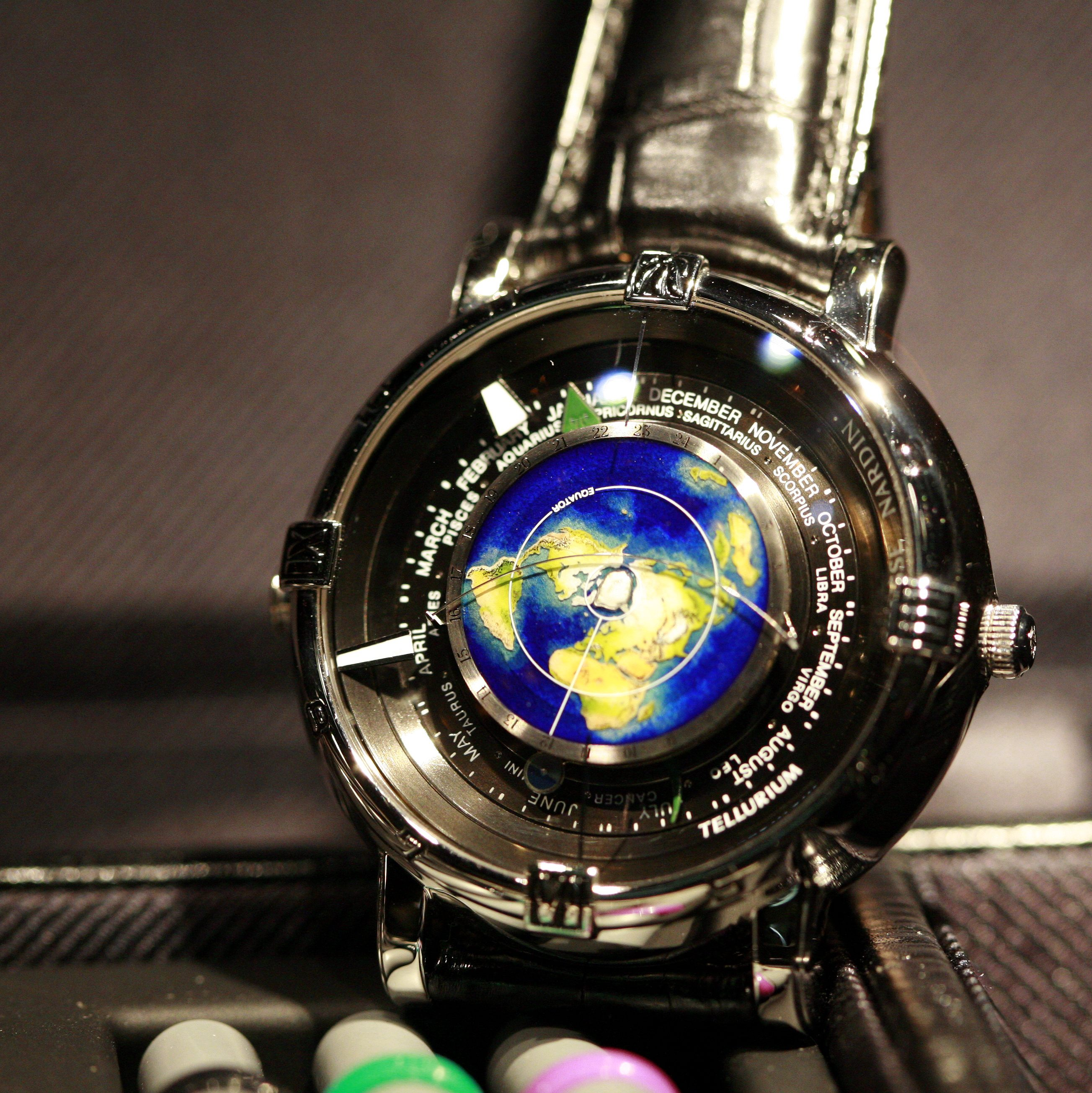
Tellurium Johannes Kepler